# 贝尔福特·巴克斯

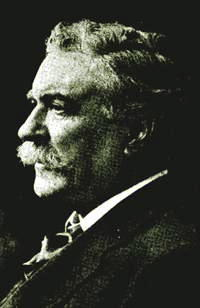
厄内斯特·贝尔福特·巴克斯

厄内斯特·贝尔福特·巴克斯（英語：Ernest Belfort Bax；1854年1月23日—1926年11月26日）是一位英国大律师、记者、哲学家、男权活动家、反女性主义者、社会主义者和历史学家。他是英国第一批马克思主义宣传家之一。

## 生平
厄内斯特·贝尔福特·巴克斯1854年7月23日生于英国利明顿，出身于一个富裕的制衣商家庭。
十六岁那年（1870年），巴克斯对公共事务的兴趣被普法战争以及紧接着的巴黎公社所唤醒。在1870-1871年的冬天，巴克斯开始阅读当时最有名的书籍，包括赫伯特·斯宾塞的《第一項原則》和约翰·穆勒的《穆勒名學》。他这时的政治倾向为一般的激进主义、民主、自由和对经济平等的意愿。
青少年时代的巴克斯对音乐很有兴趣，曾于1875-1876年在德国斯图加特学习音乐，后因发现自己音乐天分有限而放弃。
从1880年（24岁）开始，巴克斯在德国学习康德和黑格尔哲学。
1882年，巴克斯加入了民主联盟（1884年改名为社会民主联盟），大约同时开始研究马克思的资本论。1881年底，他在《现代思想》月刊上发表了一篇关于马克思及其著作的小文章，并受到了马克思和恩格斯的欢迎。1883年3月马克思逝世后不久，巴克斯由于上述文章接到了恩格斯的邀请，从此便认识了恩格斯，两人一直保持友好的关系，直到1895年恩格斯逝世时为止。
1885年1月，贝尔福特·巴克斯与爱琳娜·马克思和威廉·莫里斯等人由于不满社会民主同盟的领袖亨利·迈尔斯·海德门的机会主义作风和路线在英国共同创建了社会主义同盟（页面存档备份，存于）。

## 与伯恩斯坦的辩论
https://web.archive.org/web/20160328165847/http://www.hjlunwen.com/page460?article_id=69103&pagenum=all

## 著作
- Jean-Paul Marat: A Historico-Biographical Sketch（页面存档备份，存于） (1882)
- A Handbook of the History of Philosophy (1886)
- A Short Account of the Commune of Paris of 1871, with Victor Dave & William Morris (1886)
- Religion of Socialism (1886) 《社会主义的宗教》
- The Story of The French Revolution (1890)
- Outlooks From a New Standpoint (1891)
- The Problem of Reality (1893)
- The Ethics of Socialism (1893) 《社会主义的伦理学》
- German Society at the Close of The Middle Ages (1894)
- A Short History of The Paris Commune (1894) 《巴黎公社简史》
- Socialism; Its Growth and Outcome, with William Morris (1894)《社会主义，它的发展和目的》
- The Legal Subjection of Men (1896 with Twentieth Century Press) with an unnamed Irish barrister, (republished in 1908 with New Age Press).《男人的法律屈从地位》
- The Peasants War in Germany (1899)
- Jean-Paul Marat: The People's Friend (1901)
- The Rise and Fall of the Anabaptists (1900)
- A New Catechism of Socialism（页面存档备份，存于）, with Harry Quelch (1903)
- Essays in Socialism, New and Old (1906)
- The Roots of Reality (1908)
- The Last Episode of the French Revolution (1911)
- Problems of Men, Mind, and Morals (1912)
- The Fraud of Feminism (1913) 《女权主义的骗局》
- Reminiscences and Reflexions of a mid and late Victorian (1918)《对维多利亚时代中期和后期的回忆与思考》
- German Culture Past and Present (1915)